# ليساندرو ترنيداد
ليساندرو ترنيداد (بالهولندية: Lisandro Trenidad)‏ (20 مايو 1991 بويلمستاد في كوراساو - ) هو لاعب كرة قدم هولندي في مركز الهجوم. لعب مع SV Hubentut Fortuna ‏.

## وصلات خارجية
- ليساندرو ترنيداد على موقع قاعدة بيانات كرة القدم.إي يو (الإنجليزية)
- ليساندرو ترنيداد على موقع Soccerway.com (الإنجليزية)